# Giovanni Francesco Abela
Giovanni Francesco Abela (La Valletta, 1582 – La Valletta, 4 maggio 1655) è stato uno storico e archeologo maltese.

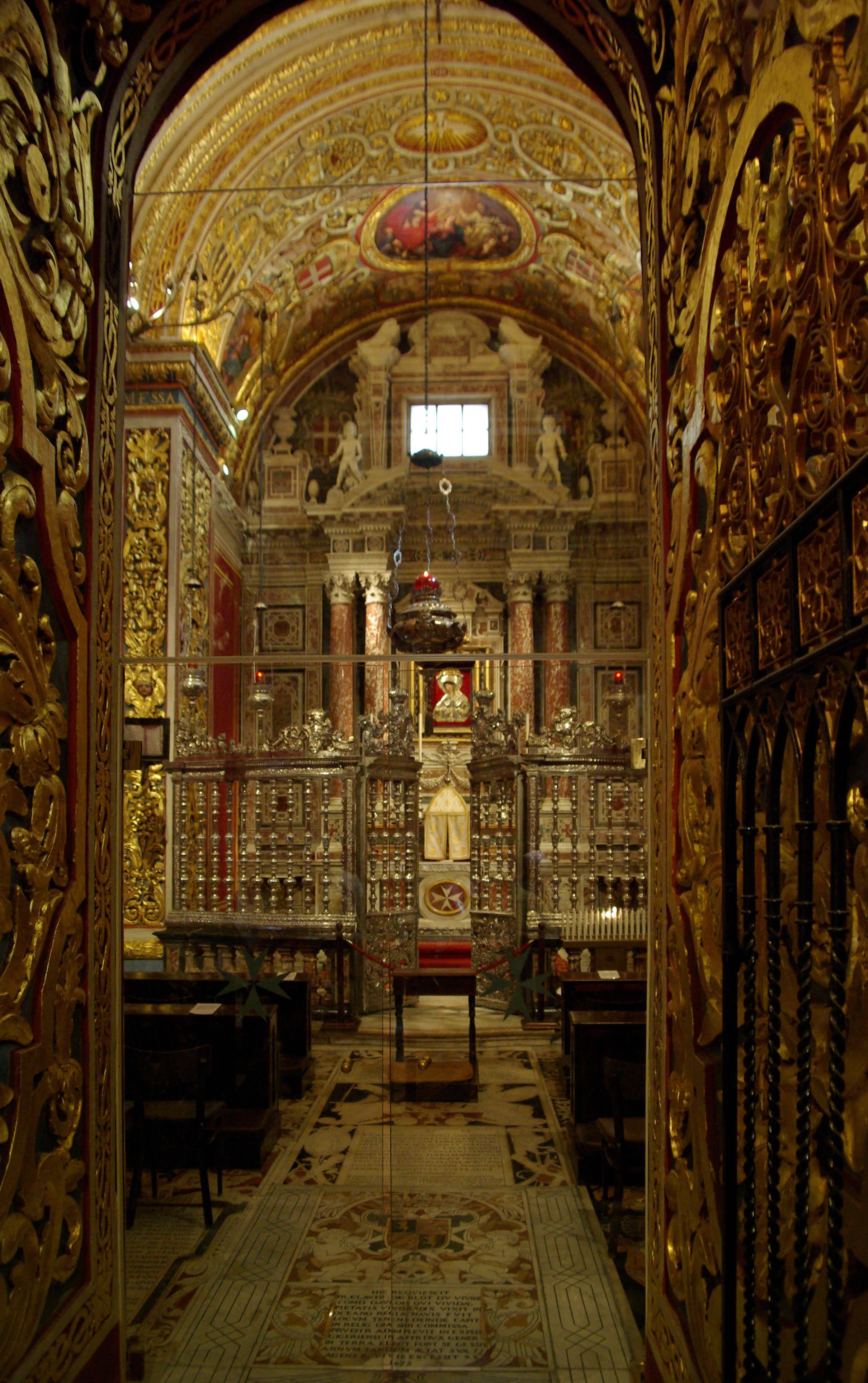
Cappella della ns Signora a Philermos

Proveniente da una famiglia nobile, è noto come l'autore di un'importante lavoro su Malta, Della Descrittione di Malta isola nel Mare Siciliano: con le sue antichità, ed altre notizie.

## Biografia
Abela era figlio di Marco Abela e di Benarda Vella il cui bisnonno fu Barone di Pietra Lunga e i cui antenati governarono più volte Malta e facevano parte della famiglia reale di Spagna.
Divenne cappellano, auditore del gran Maestro Antoine de Paule e infine vice cancelliere dei Cavalieri Ospitalieri. È anche noto per aver promosso il primo archivio notariale di Malta.
Gian Francesco Abela visitò i siti archaeologici dell'isola e fece alcune interessanti osservazioni. Sembra che sia stato il primo a notare che l'antico tempio di Ercole doveva essere identificato con i resti presenti sulla collina a Tas-Silġ invece che con quelli di Borġ in-Nadur. A Tas-Silg osservò fondamenta e file di pietra ‘ben lavorate e messe insieme,' e a sostegno della sua identificazione registrò la scoperta di ‘medaglie, pezzi di statue d'idoletti, e d'altre cose, minimi avanzi di quella vana gentilità e falsa religione, quivi ritrovate sotto il Magistero del Principe Wignacourt, mentre alcuni nell'istesso luogo cavando, scioccamente pensavano far acquisto di ricco tesoro.
All'inizio del XVII secolo Abela trasformò la sua casa a Marsa in un museo storico, il primo a Malta. I pochi reperti sopravvissuti nel corso dei secoli a smembramenti di ogni tipo sono ora conservati al Museo nazionale di archeologia di Malta.
È stato sepolto nella Cappella della Madonna di Filermo (ora Cappella del SS. Sacramento) nella concattedrale di San Giovanni a La Valletta. Un Junior College a Msida ha il suo nome.

## Pubblicazioni
- Fra Gio. Francesco Abela (1647).  Della Descrittione di Malta isola nel Mare Siciliano: con le sue antichità, ed altre notizie.. Malta: Paolo Bonacota.

Il testo è una fonte importante di informazioni di prima mano su una quantità di argomenti riguardanti Malta, come il folklore, i toponimi, la lingua maltese, la storia di Malta e l'archeologia. Il testo fu tradotto in latino da Johannes Antonius Seinerus (Johann Seiner) nel 1725, dato che il latino era allora il linguaggio universale delle scienze e della cultura. Questa traduzione è inclusa nel libro di Johann Georg Graevius Thesaurus antiquitatum et historiarum Italiae.